# Marimar Estate
Marimar Estate és un celler situat en el comtat de Sonoma (Califòrnia), propietat de Marimar Torres, germana de Miguel A. Torres Riera, President de Bodegas Torres.
El 1986 Marimar Torres va emprendre el projecte de plantar una vinya de 24 ha en els pujols occidentals de la Denominació Russian River Valley, a Green Valley, Comtat de Sonoma, molt a la vora del Pacífic: un microclima fred i ideal pel chardonnay i el pinot noir. La vinya duu el nom Don Miguel, en honor del seu pare, Miquel Torres i Carbó, artífex de l'expansió de Torres al món. La vinya té 24 ha, de les quals 12 estan plantades amb Chardonnnay i 14 amb pinot noir.
La vinya "Doña Margarita", anomenada així en honor de la mare de Marimar, es va plantar el 2002 i domina la Vall de Freestone, a la denominació Sonoma Coast. Encara que la propietat té 72 hectàrees, només vuit d'elles estan dedicades a la vinya i plantades amb pinot noir. Gran part de la finca es manté intocable i és lloc d'abundant fauna silvestre i flora indígena. La vinya de Sonoma s'han reproduït experiències ancestrals de la viticultura mediterrània, com la conducció vertical de vinyes, l'elecció de porta-empelts més resistents a la fil·loxera o un marc de plantació de 2mx1m (5.000 ceps per hectàrea). En totes dues vinyes es cultiva orgànicament des del 2003. El celler, amb capacitat per 15.000 caixes, està situat a dalt d'un pujol enmig de la vinya. Els vins Marimar Estate s'exporten a més de 40 països, principalment Suècia, Espanya, Regne Unit, Canadà, Japó, Islàndia, entre d'altres.